# Medaglia Royal
La medaglia Royal, o Medaglia della Regina, della Royal Society fu istituita dal re Giorgio IV nel 1826. Le modalità di attribuzione furono successivamente modificate dal re Guglielmo IV e dalla regina Vittoria.

## Storia
Originariamente la medaglia era in argento dorato riportante l'effigie del re o della regina, e veniva attribuita alle scoperte più rilevanti dell'anno precedente. In seguito il periodo fu esteso ai cinque anni precedenti e fu aggiunto il riconoscimento nel campo delle scienze matematiche ma soltanto con cadenza triennale (decisione adottata dalla regina Vittoria nel 1837).
Nel 1850, furono nuovamente modificate le condizioni di attribuzione, portando a due il numero delle medaglie, fissando il periodo ai dieci anni precedenti e stabilendo che le ricerche dovevano essere state svolte nei territori controllati dalla regina. Dal 1965 vengono attribuite annualmente tre medaglie con questo nome, due nel campo delle scienze naturali ed una nel campo delle scienze applicate. I lavori devono comunque essere stati svolti nei paesi del Commonwealth.

## Elenco premiati

### Dal 1826 al 1859
- 1826: James Ivory, John Dalton
- 1827: Humphry Davy, Friedrich Georg Wilhelm von Struve
- 1828: William Hyde Wollaston, Johann Franz Encke
- 1829: Eilhard Mitscherlich, Charles Bell
- 1830: Antoine Jérôme Balard, David Brewster
- 1831: -
- 1832: -
- 1833: John Frederick William Herschel, Augustin Pyrame de Candolle
- 1834: Charles Lyell, John William Lubbock
- 1835: William Rowan Hamilton, Michael Faraday
- 1836: John Frederick William Herschel, George Newport
- 1837: William Whewell, -
- 1838: William Fox Talbot, Thomas Graham
- 1839: Martin Barry, James Ivory,
- 1840: Charles Wheatstone, John Frederick William Herschel
- 1841: Eaton Hodgkinson, Robert Kane
- 1842: John Frederic Daniell, William Bowman
- 1843: Charles Wheatstone, James David Forbes
- 1844: George Boole, Thomas Andrews
- 1845: Thomas Snow Beck, George Biddell Airy
- 1846: Richard Owen, Michael Faraday
- 1847: William Robert Grove, George Fownes
- 1848: Charles James Hargreave, Thomas Galloway
- 1849: Gideon Mantell, Edward Sabine
- 1850: Thomas Graham, Benjamin Collins Brodie
- 1851: George Newport, William Parsons
- 1852: Thomas Henry Huxley, James Prescott Joule
- 1853: John Tyndall, Charles Darwin
- 1854: Joseph Dalton Hooker, August Wilhelm von Hofmann
- 1855: John Obadiah Westwood, John Russell Hind
- 1856: William Thomson, John Richardson
- 1857: John Lindley, Edward Frankland
- 1858: William Lassell, Albany Hancock
- 1859: Arthur Cayley, George Bentham

### Dal 1860 al 1899
- 1860: Augustus Volney Waller, William Fairbairn
- 1861: James Joseph Sylvester, William Benjamin Carpenter
- 1862: Alexander William Williamson, John Thomas Romney Robinson
- 1863: John Peter Gassiot, Miles Joseph Berkeley
- 1864: Warren de la Rue, Jacob Lockhart Clarke
- 1865: Archibald Smith, Joseph Prestwich
- 1866: William Kitchen Parker, William Huggins
- 1867: William Logan, John Bennet Lawes e Joseph Henry Gilbert
- 1868: George Salmon, Alfred Russel Wallace
- 1869: Augustus Matthiessen, Thomas Maclear
- 1870: Thomas Davidson, William Hallowes Miller
- 1871: George Busk, John Stenhouse
- 1872: Thomas Anderson, Henry John Carter
- 1873: Henry Enfield Roscoe, George James Allman
- 1874: William Crawford Williamson, Henry Clifton Sorby
- 1875: Thomas Oldham, William Crookes
- 1876: Charles Wyville Thomson, William Froude
- 1877: Oswald Heer, Frederick Augustus Abel
- 1878: Albert Günther, John Allan Brown
- 1879: Andrew Crombie Ramsay, William Henry Perkin
- 1880: Andrew Noble, Joseph Lister
- 1881: John Hewitt Jellett, Francis Maitland Balfour
- 1882: Lord Rayleigh, William Henry Flower
- 1883: John Scott Burdon Sanderson, Thomas Archer Hirst
- 1884: Daniel Oliver, George Howard Darwin
- 1885: Ray Lankester, David Edward Hughes
- 1886: Peter Guthrie Tait, Francis Galton
- 1887: Alexander Ross Clarke, Henry Nottidge Moseley
- 1888: Osborne Reynolds, Ferdinand von Mueller
- 1889: Thomas Edward Thorpe, Walter Holbrook Gaskell
- 1890: John Hopkinson, David Ferrier
- 1891: Arthur William Rucker, Charles Lapworth
- 1892: Charles Pritchard, John Newport Langley
- 1893: Harry Marshall Ward, Arthur Schuster
- 1894: Joseph John Thomson, Victor Alexander Haden Horsley
- 1895: John Murray, James Alfred Ewing
- 1896: Archibald Geikie, Charles Vernon Boys
- 1897: Richard Strachey, Andrew Russell Forsyth
- 1898: John Kerr, Walter Gardiner
- 1899: William Carmichael McIntosh, George Francis FitzGerald

### Dal 1900 al 1939
- 1900: Alfred Newton, Percy Alexander MacMahon
- 1901: William Thomas Blanford, William Edward Ayrton
- 1902: Edward Albert Schafer, Horace Lamb
- 1903: David Gill, Horace Taberrer Brown
- 1904: William Burnside, David Bruce
- 1905: Charles Scott Sherrington, John Henry Poynting
- 1906: Dukinfield Henry Scott, Alfred George Greenhill
- 1907: Ramsay Heatley Traquair, Ernest William Hobso
- 1908: John Milne, Henry Head
- 1909: Ronald Ross, Augustus Edward Hough Love
- 1910: John Joly, Frederick Orpen Bower
- 1911: George Chrystal, William Maddock Bayliss
- 1912: Grafton Elliot Smith, William Mitchinson Hicks
- 1913: Ernest Henry Starling, Harold Baily Dixon
- 1914: William Johnson Sollas, Ernest William Brown
- 1915: William Halse Rivers Rivers, Joseph Larmor
- 1916: Hector Munro Macdonald, John Scott Haldane
- 1917: Arthur Smith Woodward, John Aitken
- 1918: Frederick Gowland Hopkins, Alfred Fowler
- 1919: John Bretland Farmer, James Hopwood Jeans
- 1920: Godfrey Harold Hardy, William Bateson
- 1921: Frederick Frost Blackman, Frank Watson Dyson
- 1922: Joseph Barcroft, Charles Thomson Rees Wilson
- 1923: Charles James Martin, Napier Shaw
- 1924: Henry Hallett Dale, Dugald Clerk
- 1925: Albert Charles Seward, William Henry Perkin Jr
- 1926: Archibald Vivian Hill, William Hardy
- 1927: Thomas Lewis, John Cunningham McLennan
- 1928: Robert Broom, Arthur Stanley Eddington
- 1929: Robert Muir, John Edensor Littlewood
- 1930: Owen Willans Richardson, John Edward Marr
- 1931: William Henry Lang, Richard Glazebrook
- 1932: Edward Mellanby, Robert Robinson
- 1933: Patrick Playfair Laidlaw, Geoffrey Ingram Taylor
- 1934: Edgar Douglas Adrian, Sydney Chapman
- 1935: Alfred Harker, Charles Galton Darwin
- 1936: Edwin Stephen Goodrich, Ralph Howard Fowler
- 1937: Arthur Henry Reginald Buller, Nevil Vincent Sidgwick
- 1938: Ronald Fisher, Francis William Aston
- 1939: David Keilin, Paul Adrien Maurice Dirac

### Dal 1940 al 1979
- 1940: Francis Hugh Adam Marshall, Patrick Blackett
- 1941: Ernest Laurence Kennaway, Edward Arthur Milne
- 1942: William Whiteman Carlton Topley, Walter Norman Haworth
- 1943: Edward Battersby Bailey, Harold Spencer Jones
- 1944: Charles Robert Harington, David Brunt
- 1945: Edward James Salisbury, John Desmond Bernal
- 1946: Cyril Dean Darlington, Lawrence Bragg
- 1947: Frank Macfarlane Burnet, Cyril Norman Hinshelwood
- 1948: James Gray, Harold Jeffreys
- 1949: Rudolph Albert Peters, George Paget Thomson
- 1950: Carl Frederick Abel Pantin, Edward Appleton
- 1951: Howard Florey, Ian Heilbron
- 1952: Frederic Bartlett, Christopher Kelk Ingold
- 1953: Paul Fildes, Nevill Francis Mott
- 1954: Hans Adolf Krebs, John Cockcroft
- 1955: Vincent Brian Wigglesworth, Alexander Todd
- 1956: Owen Thomas Jones, Dorothy Mary Crowfoot Hodgkin
- 1957: Frederick Gugenheim Gregory, William Vallance Douglas Hodge
- 1958: Alan Lloyd Hodgkin, Harrie Stewart Wilson Massey
- 1959: Peter Brian Medawar, Rudolf Ernst Peierls
- 1960: Roy Cameron, Alfred Charles Bernard Lovell
- 1961: Wilfrid Le Gros Clark, Cecil Frank Powell
- 1962: John Carew Eccles, Subrahmanyan Chandrasekhar
- 1963: Herbert Harold Read, Robert Hill
- 1964: Francis William Rogers Brambell, Michael James Lighthill
- 1965: Henry Charles Husband, John Cowdery Kendrew, Raymond Arthur Lyttleton
- 1966: Christopher Sydney Cockerell, Frank Yates, John Ashworth Ratcliffe
- 1967: Joseph Hutchinson, John Zachary Young, Cecil Edgar Tilley
- 1968: Gilbert Roberts, Walter Thomas James Morgan, Michael Francis Atiyah
- 1969: Charles William Oatley, Frederick Sanger, George Edward Raven Deacon
- 1970: John Baker, William Albert Hugh Rushton, Kingsley Charles Dunham
- 1971: Percy Edward Kent, Max Ferdinand Perutz, Gerhard Herzberg
- 1972: Wilfrid Bennett Lewis, Francis Harry Compton Crick, Derek Barton
- 1973: Edward Penley Abraham, Rodney Robert Porter, Martin Ryle
- 1974: George Edwards, Sydney Brenner, Fred Hoyle
- 1975: Barnes Wallis, David Chilton Phillips, Edward Bullard
- 1976: Alan Walsh, James Learmonth Gowans, John Warcup Cornforth
- 1977: John Bertram Adams, Hugh Esmor Huxley, Peter Hirsch
- 1978: Tom Kilburn, Roderic Alfred Gregory, Abdus Salam
- 1979: Vernon Ellis Cosslett, Hans Walter Kosterlitz, Charles Frank

### Dal 1980 al 1999
- 1980: John Paul Wild, Henry Harris, Denys Wilkinson
- 1981: Ralph Riley, Marthe Louise Vogt, Geoffrey Wilkinson
- 1982: William Hawthorne, César Milstein, Richard Henry Dalitz
- 1983: Daniel Joseph Bradley, Wilhelm Siegmund Feldberg, John Frank Charles Kingman
- 1984: Alexander Lamb Cullen, Mary Frances Lyon, Alan Rushton Battersby
- 1985: John Hadji Argyris, John Bertrand Gurdon, Roger Penrose
- 1986: EA Ash, Richard Doll, Rex Richards
- 1987: Gustav Victor Rudolf Born, Eric Denton, Francis Graham-Smith
- 1988: Harold Everard Monteagle Barlow, Winifred M Watkins, GK Batchelor
- 1989: John Vane, David Weatherall, John Charles Polanyi
- 1990: Olgierd Cecil Zienkiewicz, Anne Laura McLaren, Michael Victor Berry
- 1991: John Mason, Michael John Berridge, Dan Peter McKenzie
- 1992: David Tabor, Anthony Epstein, Simon Kirwan Donaldson
- 1993: R Hill, Horace Basil Barlow, Volker Heine
- 1994: Salvador Moncada, Eric H. Mansfield, Sivaramakrishna Chandrasekhar
- 1995: Donald Metcalf, Paul M. Nurse, RJP Williams
- 1996: RA Hinde, J Heslop-Harrison, Andrew Wiles
- 1997: Geoffrey Eglinton, John Maynard Smith, Donald Hill Perkins
- 1998: Edwin Mellor Southern, Ricardo Miledi, Donald Charlton Bradley
- 1999: John Frank Davidson, Patrick David Wall, Archibald Howie

### Dal 2000 -
- 2000: Timothy Berners-Lee, Geoffrey Burnstock, Keith Usherwood Ingold
- 2001: Richard L. Gardner, Gabriel Horn, Sam Edwards
- 2002: Richard Peto, Suzanne Cory, Raymond Freeman
- 2003: Kenneth Johnson, John Skehel, Nicholas Shackleton
- 2004: James Black, Alec Jeffreys, Lord Lewis of Newnham
- 2005: Michael E. Fisher, Anthony Pawson, Michael Pepper
- 2006: Sir John Pendry, Sir Tim Hunt, David Baulcombe.
- 2007: James Feast, Cyril Hilsum, Tomas Lindahl
- 2008: Sir Alan Fersht, Sir Philip Cohen, Robert Hedges
- 2009: Chintamani Rao, Ronald Laskey, Christopher Dobson
- 2010: Peter Knight, Azim Suran, Allen Hill
- 2011: Steven Ley, Robin Holliday, Gregory Winter
- 2012: Tom Kibble, Kenneth Murray, Andrew Holmes
- 2013: Rodney Baxter, Walter Bodmer, Peter Wells
- 2014: Terence Tao, Tony Hunter, Howard Morris
- 2015: Jocelyn Bell, Elizabeth Blackburn, Christopher Llewellyn Smith
- 2016: John Meurig Thomas, Elizabeth Robertson, John Goodby
- 2017: Paul Corkum, Peter e Rosemary Grant, Melvyn Greaves
- 2018: Stephen Sparks, Lewis Wolpert, Shankar Balasubramanian e David Klenerman
- 2019: Carol Robinson, Michel Goedert, Ann Dowling
- 2020: Herbert Huppert, Caroline Dean, Ian Shanks
- 2021: Colin Humphreys, Dennis Lo, Michael Green